# Área metropolitana de Reading
El Área Metropolitana de Reading y oficialmente como Área Estadística Metropolitana de Reading, PA MSA tal como lo define la Oficina de Administración y Presupuesto, es un Área Estadística Metropolitana centrada en la ciudad de Reading en el estado estadounidense de Pensilvania. El área metropolitana tenía una población en el Censo de 2010 de 411.442 habitantes, convirtiéndola en la 125.º área metropolitana más poblada de los Estados Unidos. El área metropolitana de Reading comprende solamente el condado de Berks y la ciudad más poblada es Reading.

## Composición del área metropolitana

### Ciudades
Reading 

### Boroughs
Adamstown‡ |
Bally |
Bechtelsville |
Bernville |
Birdsboro |
Boyertown |
Centerport |
Fleetwood |
Hamburg |
Kenhorst |
Kutztown |
Laureldale |
Leesport |
Lenhartsville |
Lyons |
Mohnton |
Mount Penn |
New Morgan |
Robesonia |
St. Lawrence |
Shillington |
Shoemakersville |
Sinking Spring |
Strausstown |
Topton |
Wernersville |
West Reading |
Womelsdorf |
Wyomissing 

### Municipios
Albany |
Alsace |
Amity |
Bern |
Bethel |
Brecknock |
Caernarvon |
Centre |
Colebrookdale |
Cumru |
District |
Douglass |
Earl |
Exeter |
Greenwich |
Heidelberg |
Hereford |
Jefferson |
Longswamp |
Lower Alsace |
Lower Heidelberg |
Maidencreek |
Marion |
Maxatawny |
Muhlenberg |
North Heidelberg |
Oley |
Ontelaunee |
Penn |
Perry |
Pike |
Richmond |
Robeson |
Rockland |
Ruscombmanor |
South Heidelberg |
Spring |
Tilden |
Tulpehocken |
Union |
Upper Bern |
Upper Tulpehocken |
Washington |
Windsor 

### Lugares designados por el censo
Alsace Manor |
Alleghenyville |
Amity Gardens |
Baumstown |
Bethel |
Blandon |
Bowers |
Colony Park |
Dauberville |
Douglassville |
Edenburg |
Flying Hills |
Lorane |
Reiffton |
Spring Ridge |
West Wyomissing |
Whitfield 